# Mizue Hoshi
Pour les articles homonymes, voir Hoshi.
Mizue Hoshi (星 瑞 枝, Hoshi, Mizue) est une skieuse alpine japonaise, née le 2 septembre 1985 à Yunotani. Elle est spécialisée dans les épreuves techniques (slalom et slalom géant).

## Biographie
Elle commence sa carrière dans les courses FIS en 2000 et obtient ses premières victoires rapidement. Entre 2002 et 2005, elle prend part aux Championnats du monde junior et fait ses débuts dans la Coupe du monde en novembre 2004, avant une première sélection aux Championnats du monde 2005 à Bormio, où elle arrive 21e du slalom, son meilleur classement dans l'élite. Elle continue à participer à la Coupe d'Asie orientale pour remporter quatre fois le classement général de la compétition.
S'il échoue à terminer une course dans le top trente en Coupe du monde, elle réussit cette performance aux Jeux olympiques d'hiver de 2006 à Turin, où elle finit 27e en slalom, résultat qu'elle obtient aussi aux Championnats du monde 2009 à Val d'Isère.
En 2009, elle signe son plus grand succès en remportant le slalom géant de l'Universiade à Harbin.
Elle quitte la compétition de haut niveau en 2015 sur une victoire aux Championnats du Japon en slalom géant.

## Palmarès

### Jeux olympiques
| Édition / Épreuve | Slalom |
| ----------------- | ------ |
| JO 2006 Turin     | 27e    |

### Championnats du monde
| Épreuve / Édition | Bormio 2005 | Val d'Isère 2009 | Garmisch-Partenkirchen 2011 | Schladming 2013 |
| ----------------- | ----------- | ---------------- | --------------------------- | --------------- |
| Slalom géant      | 34e         |                  | 40e                         | 31e             |
| Slalom            | 21e         | 27e              |                             | 37e             |

### Universiades
- Harbin 2009 :
  -  Médaille d'or au slalom géant.

### Jeux asiatiques
- Sapporo 2017 :
  -  Médaille d'argent en slalom.
  -  Médaille d'argent en slalom géant.

### Championnats du Japon
- Championne du slalom en 2005 et 2011.
- Championne du super G en 2001, 2004, 2011 et 2012.
- Championne du slalom géant en 2013 et 2015.

### Coupes continentales
- 4 fois gagnante de la Coupe d'Asie orientale (Far East Cup) en 2006, 2008, 2011 et 2012.
- 1 podium en Coupe nord-américaine.